# Niederösterreichische Dorf- und Stadterneuerung
Der Verein Niederösterreichische Dorf- und Stadterneuerung – Verband für Landes-, Regional- und Gemeindeentwicklung ist die zentrale gemeinsame raumplanerische Organisation aller Gemeinden des Österreichischen Bundeslandes Niederösterreich.

## Geschichte, Organisation und Agenden
Entstanden ist im Jahr 1984 mit vier Gemeinden als Testgemeinden. Im Jahr 1992 ist nach dem erfolgreichen Start auch die Stadterneuerung als Bestandteil der größten Bürgerinitiative wie sich der Verein heute selbst bezeichnet entstanden. Im Jahr 2010 wurden von 1341 Orten Dorferneuerungsaktivitäten umgesetzt.
Die Institution hat eine Sonderstellung in Österreich, Niederösterreich ist traditionell der Wegbereiter der Regionalentwicklung in Österreich, und die NÖ Dorf- und Stadterneuerung der einzige sogeartete Verband, in den anderen Ländern ist durchwegs die Landesregierung direkt zuständig. Mit der Schaffung der NÖ.Regional 2015 wurde eine zentrale Organisation der Zusammenarbeit der Landes- und Gemeindeebene geschaffen: Sie ist zu 51 % in Besitz der Landesregierung, und der Verein ist zu 19 % beteiligt ist, den Rest halten die Verbände der fünf Hauptregionen (den Vierteln), diese setzen sich aus den Gemeinden und den Gemeindeverbänden der Kleinregionen zusammen.
Dabei ist der Verein die operative Organisation, der Verband wird nach der Schaffung der NÖ.Regional noch einige Jahre pro forma weitergeführt: Mit der Schaffung der NÖ.Regional 2015 wurde der Verein Regionalmanagement NÖ aufgelöst, und der frühere Verband NÖ Dorf- und Stadterneuerung als Verband für Landes-, Regional- und Gemeindeentwicklung dem Verein NÖ Dorf- und Stadterneuerung angegliedert.
Der Verein ist ein gemeinnütziger, dezentral organisierter Verein. dessen Tätigkeit überparteilich und nicht auf Gewinn gerichtet ist. Neben der Interessensvertretung seiner Mitglieder, den Gemeinden und Städten in Niederösterreich, betreffend der Dorf- und Stadterneuerung, Gemeinde- und Regionalentwicklung, bietet der Verein Hilfe zur Selbsthilfe im Rahmen ökologischen, wirtschaftlichen und sozialen Handelns. Die kulturellen Eigenarten und auch die Eigenständigkeit der Dörfer, Gemeinden, Städte und Regionen sowie die Eigenverantwortung der Bevölkerung stehen im Mittelpunkt der Förderung von Erneuerungs- und Entwicklungsprozessen. Mitglieder sind ausschließlich Gemeinden und Städte Niederösterreichs.
Die Tätigkeit gliedert sich in die drei Bereiche Dorferneuerung, Gemeinde21 und Stadterneuerung. Erstere kümmert sich um die Landgemeinden, dritte um die Stadtgemeinden, und zweiter um die Umsetzung der Anliegen der europaweiten Lokalen Agenda 21. Enge Zusammenarbeit besteht mit Landesregierung,
und den Initiativen Wir tragen Niederösterreich und Netzwerk Nachbarschaft. Heute werden auch vermehrt EU-Projekte umgesetzt.
Auf Landesebene steht der Verein unter direkter Obhut von der Landeshauptfrau Johanna Mikl-Leitner.
Der Verein hat seinen Sitz in Hollabrunn und vier Viertel-Büros.